# Gais 1978
Fotbollsklubben Gais spelade säsongen 1978 i division II södra, där man slutade sjua i serien efter att länge ha hotats av nedflyttning.
I svenska cupen 1978/1979 åkte Gais ut i femte omgången.
Sten Pålsson blev Gais interna skyttekung med sina elva mål, och tilldelades även Hedersmakrillen som lagets bästa spelare.

## Inför säsongen
Gais hade gjort klart med tränaren Lars Hedén, en 43-årig vänersborgare som tidigare hade tränat Norrby IF och IF Elfsborg. Hans målsättning var storslagen: "GAIS ska bli en storklubb igen. Jag ställer stora krav på spelare och styrelse." Hedén ansåg också att klubben skulle spela "publikvänlig gladfotboll".
Gais värvade Torbjörn Isaxon från IFK Luleå och Peter "Kuno" Johansson från Östers IF, men förlitade sig i övrigt på att de många ungdomarna i laget skulle blomma ut. Man hade mist förra årets främste målskytt Leif Larsson, och sålde fjolårsförvärven Kjell Johansson och Berry Larsson med förlust.
Vidare var Sten Pålsson återigen skadad under försäsongen, och Hans Johansson bestämde sig för att sluta och bara hoppa in i laget i nödfall. De unga Mikael Berthagen och Christian Pestat väntade fortfarande på sina genombrott, och bland de ungdomsspelare som flyttades upp i A-laget märktes Jan Sällström, som dock skulle få vänta på sin A-lagsdebut till nästa säsong.

## Seriespel

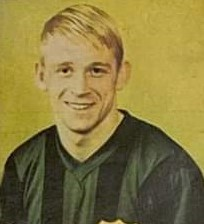
Hasse Johansson hade egentligen slutat, men återkom när Gais låg illa till och hjälpte till att rädda klubben kvar i tvåan.

Gais inledde med fyra oavgjorda matcher och sex poäng på säsongens första sex matcher, innan det var dags för derby mot Örgryte IS den 25 maj. Gais förlorade klart med 1–3, och det stod klart att klubben skulle få fortsätta kämpa för att hålla sig kvar i serien.
Kenneth Wessberg blev skadad, och försvaret, som tidigare hade spelat så tryggt och metodiskt, agerade i stället allt som oftast paniskt och virrigt. Gais tappade ofta 1–0-ledningar i slutet av matcherna, och efter vårsäsongen låg man näst sist. Då var det verkligen ett nödfall, och man kallade in gamle Hasse Johansson igen. Han och hans gamle radarpartner Sten Pålsson, som äntligen var skadefri, räddade under hösten kvar Gais i tvåan. De båda gjorde tillsammans 19 mål, och Pålsson gjorde ett hattrick när Gais slog toppjagande Öis med 3–2. Kontraktet klarades och Gais slutade till sist sjua i tabellen, men nedflyttningshotet hade spökat ända till näst sista omgången.
Positivt var att Gais äntligen fick en lämplig träningsanläggning, då man skrev ett tioårskontrakt med Västkustens örlogsbas om att disponera ett hus och en gräsplan på Nya Varvet. I övrigt var klubben dåligt skött. Gais hade 600 000 kronor i skulder, och ekonomiskt var 1978 ett av de sämsta i klubbens historia. Styrelsen hade dock svårt att se hur illa ställt det var, utan förbannade i stället skador, otur och de hårda ord som kom från pressen.

### Tabell
| Nr | Lag                  | S  | V  | O  | F  | GM | IM | MS  | P  |
| -- | -------------------- | -- | -- | -- | -- | -- | -- | --- | -- |
| 1  | IS Halmia            | 26 | 13 | 7  | 6  | 40 | 26 | +14 | 33 |
| 2  | Norrby IF            | 26 | 12 | 7  | 7  | 48 | 38 | +10 | 31 |
| 3  | BK Häcken (U)        | 26 | 11 | 8  | 7  | 42 | 30 | +12 | 30 |
| 4  | Mjällby AIF          | 26 | 9  | 12 | 5  | 48 | 42 | +6  | 30 |
| 5  | Örgryte IS           | 26 | 11 | 6  | 9  | 56 | 38 | +18 | 28 |
| 6  | Helsingborgs IF      | 26 | 9  | 9  | 8  | 32 | 28 | +4  | 27 |
| 7  | Gais                 | 26 | 9  | 9  | 8  | 33 | 34 | −1  | 27 |
| 8  | IFK Malmö            | 26 | 11 | 5  | 10 | 32 | 33 | −1  | 27 |
| 9  | Jönköpings Södra IF  | 26 | 8  | 10 | 8  | 34 | 30 | +4  | 26 |
| 10 | Alvesta GIF          | 26 | 9  | 7  | 10 | 43 | 42 | +1  | 25 |
| 11 | IFK Hässleholm       | 26 | 9  | 6  | 11 | 33 | 50 | −17 | 24 |
| 12 | Trelleborgs FF (U)   | 26 | 8  | 5  | 13 | 32 | 37 | −5  | 21 |
| 13 | IF Saab              | 26 | 8  | 5  | 13 | 31 | 38 | −7  | 21 |
| 14 | IFK Kristianstad (U) | 26 | 4  | 6  | 16 | 25 | 63 | −38 | 14 |

### Seriematcher
| Lag                | Hemma | Borta |
| ------------------ | ----- | ----- |
| IS Halmia          | 1–1   | 0–3   |
| Norrby IF          | 2–0   | 0–3   |
| BK Häcken          | 0–1   | 1–1   |
| Mjällby AIF        | 2–3   | 0–4   |
| Örgryte IS         | 3–2   | 1–3   |
| Helsingborgs IF    | 1–0   | 1–1   |
| IFK Malmö          | 1–1   | 1–0   |
| Jönköping Södra IF | 2–1   | 1–1   |
| Alvesta GIF        | 0–0   | 2–2   |
| IFK Hässleholm     | 2–0   | 0–0   |
| Trelleborgs FF     | 3–1   | 1–1   |
| IF Saab            | 3–1   | 0–1   |
| IFK Kristianstad   | 4–0   | 1–3   |

### Spelarstatistik

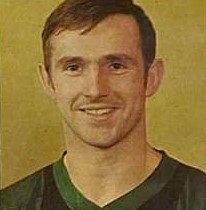
Veteranen Sten Pålsson blev intern skyttekung i Gais med 11 mål.

| Lag                 | Matcher | Mål |
| ------------------- | ------- | --- |
| Lars Liljeblad      | 26      | 2   |
| Mikael Berthagen    | 26      |     |
| Kjell Uppling (mv)  | 25      |     |
| Nils Norlander      | 24      |     |
| Jan-Olof Edlind     | 23      |     |
| Sten Pålsson        | 21      | 11  |
| Peter Johansson     | 21      | 2   |
| Christian Pestat    | 20      |     |
| Mikael Johansson    | 18      | 3   |
| Olle Calming        | 18      |     |
| Torbjörn Isaxon     | 17      | 3   |
| Osborn Larsson      | 16      |     |
| Hans Johansson      | 13      | 8   |
| Alf Engqvist        | 9       |     |
| Stefan Gustavsson   | 8       |     |
| Lennart Berntsson   | 8       |     |
| Kenneth Wessberg    | 7       | 3   |
| Bengt Andersson     | 7       | 1   |
| Roger Gustavsson    | 5       |     |
| Göte Berntsson      | 3       |     |
| Kent Blomster       | 2       |     |
| Benny Ivarsson (mv) | 1       |     |
| Mats Jinefors       | 1       |     |
| Peter Wäli          | 1       |     |

## Svenska cupen
Gais inledde cupspelet i den tredje omgången, där man på bortaplan besegrade Norsjö IF med 8–7 efter förlängning och straffläggning. Man slog därefter Nyköpings BoIS med 4–3 hemma efter mål av Peter Johansson (2), Hans Johansson och Olle Calming. I den femte omgången ställdes man mot Malmö FF hemma, men allsvenskarna blev för svåra och Gais förlorade med 0–4.